# ژان میشل ساوان
ژان میشل ساوان (انگلیسی: Jean-Michel Savéant؛ زادهٔ ۱۹ سپتامبر ۱۹۳۳) دانشمند در زمینه الکتروشیمی اهل فرانسه است.
او در سال ۲۰۰۰ به عنوان عضو فرهنگستان علوم فرانسه و در سال ۲۰۰۱ در آکادمی ملی علوم آمریکا انتخاب شد. ساوان بیش از ۴۰۰ مقاله بررسی شده در زمینه شیمی را منتشر کرده‌است.

## زندگی‌نامه
ژان میشل ساوان در سال ۱۹۵۸ فارغ‌التحصیل شد و دکترای خود را در سال ۱۹۶۶ از مدرسه عالی نرمال دریافت کرد. در سال ۱۹۷۱ او به دانشگاه دیدرو پاریس رفت و در آنجا آزمایشگاه الکتروشیمی را بنیاد گذاشت. او در حال حاضر استاد الکتروشیمی در این دانشگاه است و همچنان تحقیقات خود را در مرکز ملی پژوهش‌های علمی فرانسه دنبال می‌کند. ساوان نویسنده بیش از ۵۰۰ نشریه (نوشتجات علمی) است.